# 미즈호운도조히가시역
미즈호운도조히가시역(서수운동장동역, 일본어: 瑞穂運動場東駅, みずほうんどうじょうひがしえき)은 일본 아이치현 나고야시 미즈호구에 있는 나고야 시영 지하철 메이조 선의 역이다. 역 번호는 M22이다. J리그 나고야 그램퍼스의 홈 그라운드인 나고야 시 미즈호 공원 육상 경기장과 가장 가까운 역이다.
본 역의 개업에 따라, 먼저 개통한 나고야 시 교통국 지하철 사쿠라도리 선의 "미즈호운도조 역"의 명칭을 "미즈호운도조니시 역"으로 변경했다. 계획 당시에 예정된 역명은 "야마시타도리"였다.
J리그 개최시 등 승객을 대비하여 3번 출입구와 가까운 쪽에 임시 개찰구가 마련되었다.

## 역 구조
지하 2층 규모의 지하역으로, 승강장은 1면 2선의 섬식 승강장이다. 심야 새벽에는 당역이 마지막 기점으로 운행하는 열차도 있기 때문에 야고토 방향에 1편성이 유치할 수 있는 인상선이 있다.

### 승강장
| 1 | ■ 메이조 선 | 야고토·모토야마 방면       |
| 2 | ■ 메이조 선 | 아라타마바시·가나야마 방면 |

## 역사
- 2004년 10월 6일: 영업 개시.

## 역 주변
- 미즈호 공원
  - 나고야 시 미즈호 운동장
  - 나고야 시 미즈호 공원 육상 경기장
  - 나고야 시 미즈호 공원 기타 육상 경기장
  - 나고야 시 미즈호 공원 야구장
- 훼미리마트
- 야마테 그린 로드

## 사진

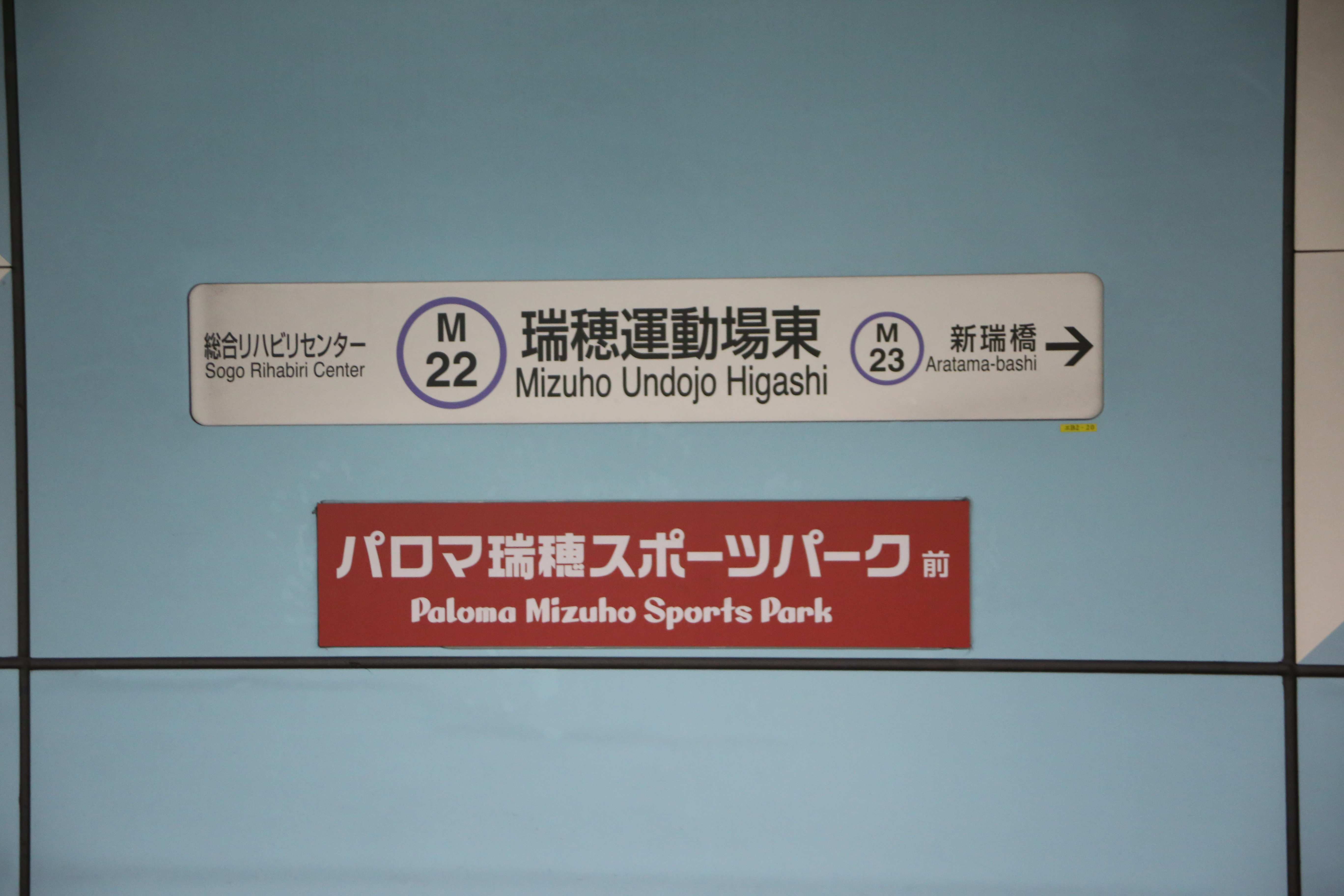
역명판

## 인접역
| 나고야 시 교통국 ■ 지하철 메이조 선 | 나고야 시 교통국 ■ 지하철 메이조 선 | 나고야 시 교통국 ■ 지하철 메이조 선 |
| ----------------------------------- | ----------------------------------- | ----------------------------------- |
| M 21 소고리하비리센터 반시계방향    |                                     | 아라타마바시 M 23 시계방향          |